# ويليام ثورنتون بلو
ويليام ثورنتون بلو (بالإنجليزية: William Thornton Blue)‏ هو عازف جاز أمريكي، ولد في 31 يناير 1902 في كاب جيراردو في الولايات المتحدة، وتوفي في 1968.

## وصلات خارجية
- ويليام ثورنتون بلو على موقع ميوزك برينز (الإنجليزية)
- ويليام ثورنتون بلو على موقع أول ميوزيك (الإنجليزية)
- ويليام ثورنتون بلو على موقع ديسكوغز (الإنجليزية)